# حبيب عيروط
حبيب يوسف عيروط  (1956 -  1876) معمارى مصري سوري لبنانى, مهندس بشركة مصر الجديدة 
- تلقى تعليمه في باريس كمهندس معماري
- شارك في تخطيط وبناء ضاحية مصر الجديدة بالقاهرة.[1]

## أولاده
- هنرى عيروط - كاهن يوناني كاثوليكي من الملكيين
- "تشارلز عيروط" مهندس معماري في القاهرة
- "ماكس عيروط" مهندس معماري في القاهرة